# 홍석훈
홍석훈(洪錫勳, 1921년 7월 5일~1945년 9월 8일)은 대한민국 독립운동가 겸 군인이다.

## 생애
평안남도 평양에서 출생하였고 지난날 한때 평안북도 자성에서 잠시 유아기를 보낸 적이 있으며 그 후 평안남도 양덕에서 잠시 유년기를 보낸 적이 있고 평안남도 평양고등보통학교를 나온 후 일본 니혼 대학교 철학과 중퇴한 그는 1943년 3월, 일군에 징집되어 이후 1944년 7월 7일을 기하여 중화민국 장쑤 성 쉬저우 주둔 일군 부대를 장준하, 윤경빈, 김영록 등과 함께 4명이 탈출하여 중화민국 안후이 성 안칭에서 제1기 학병으로서 장준하, 윤경빈, 선우 진, 김영록 등과 함께 중화민국 광둥 성 광저우 중앙육군군관학교 대한광복군 간부훈련반 제1기에 입교하여 소정의 훈련을 수료 및 대한광복군 소위 임관한 이후 1944년 10월 대한민국 임시정부가 내린 명에 따라 중화민국 산시 성 시안에서 중화민국 쓰촨 성 충칭까지 행군 도착하여 조선인 학병으로서의 대한제국 민족 정기를 선양하였으며 대한민국 임시정부 임시 의정원 의장 특별보좌관, 대한민국 임시 의정원 예하 서기관, 대한민국 임시정부 문화부 비서요원, 대한광복군 총사령부 정훈처 선전부 예하 비서요원으로 복무하다가 1945년 6월 1일을 기하여 대한광복군 제2진 학병의 한미합동훈련생으로 선발되어 훈련을 마치고 대한광복군 예하 정진군으로 편성되어 1945년 6월 11일을 기하여 대한광복군 중위 진급되었는데 대한광복군 예하 정진군에 복무 중 1945년 8월 15일을 기하여 중화민국 쓰촨 성 충칭에서 조선 광복을 목도하였다. 그러나 그 시절 급성 저혈압을 앓던 그는 1945년 8월 21일을 기하여 대한광복군 중위 전역 후 조선 고국 귀국을 채비하던 중 1945년 9월 8일을 기하여 중화민국 쓰촨 성 충칭에서 갑자기 급성 저혈압으로 인한 심장 발작으로 인하여 돌연사(병사)하였다.

## 사후
1992년 3월 1일, 대한민국 정부에서는 그의 공훈을 기리고자 대한민국 건국훈장 애국장을 추서하였다.